# У самого синего моря
«У са́мого си́него мо́ря» — советский художественный фильм режиссёра Бориса Барнета, снятый в 1936 году на производственной базе киностудий «Межрабпомфильм» и «Азерфильм».

## Сюжет
Потерпевших кораблекрушение в Каспийском море Алексея и Юсуфа спасли рыбаки с ближайшего острова, после чего друзья вступили в бригаду рыболовецкого колхоза «Огни коммунизма», влюбившись в молодую рыбачку Машеньку…

## В ролях
- Николай Крючков — Алёша
- Лев Свердлин — Юсуф, рыбак
- Елена Кузьмина — Мария, молодая рыбачка
- Алексей Долинин — Петька
- Семён Свашенко — председатель рыболовецкого колхоза (нет в титрах)
- Александр Жуков — колхозник (нет в титрах)
- Ляля Сатеева — Люба (нет в титрах)
- Сергей Комаров — эпизод (нет в титрах)
- Николай Боголюбов — жених Марии (нет в титрах)

## Съёмочная группа
- Автор сценария: Климентий Минц
- Режиссёр: Борис Барнет
- Оператор: Михаил Кириллов
- Композитор: Сергей Потоцкий
- Художник: Виктор Аден
- Второй режиссёр: Самед Марданов

## Технические данные
- Чёрно-белый, звуковой, 8 частей (1955 метров)
- Премьера: 20 апреля 1936 (СССР)

## Факты
Является первым звуковым фильмом в истории азербайджанского кинематографа.